# Producer
A producer (angol szó, tulajdonképpeni jelentése ’gyártó’, ’termelő’; végső forrása a latin PRODUCERE, ’elővezetni’) a szórakoztatóiparban – film, színház, zene, televízió, rádió stb. – olyan felelős személyt jelent, aki egy terv (film, zeneszám, illetve zenei album, televíziós vagy rádiós műsor, színházi előadás, koncert stb.) elkészítésének, megvalósításának feltételeit meghatározza, továbbá felügyeli és koordinálja a megvalósításban részt vevő személyeket, szakembereket; de maga a producer is részt vehet bizonyos munkafolyamatokban. Egy olyan terv megvalósításában, amely több részmunka-folyamatból áll (pl. zenei album) több producer is részt vehet (pl. minden dalnak/videóklipnek van egy producere). A producer gyakran a filmet (albumot stb.) készítő vállalkozás felelős vezetője (ügyvezető igazgatója).
Speciális esetet képvisel az ún. vezető producer (az angol executive producer fordítása), akinek nincs konkrétan meghatározható feladata a munkában. Szerepe lehet csak jelképes, pl. aláír, jóváhagy, biztosítja az anyagi javakat stb., de felügyelheti más producerek munkáját, ellenőrizheti a munkafolyamatokat, sőt ő maga is részt vehet bennük. Zenei album készítésénél vagy koncerten a vezető producer lehet például maga az énekes vagy zenész, aki jóváhagyja a producer(ek) terveit/elgondolásait. A vezető producer és a producer lehet akár ugyanaz a személy is.
A produkció pénzügyi háttere és annak kockázata általában és elsősorban a producer terhe.

## Fordítás
- Ez a szócikk részben vagy egészben a Producer című angol Wikipédia-szócikk fordításán alapul.  Az eredeti cikk szerkesztőit annak laptörténete sorolja fel. Ez a jelzés csupán a megfogalmazás eredetét és a szerzői jogokat jelzi, nem szolgál a cikkben szereplő információk forrásmegjelöléseként.